# 薛海峰
薛海峰（1980年1月13日—），新疆伊犁察布查尔人，锡伯族，中国射箭运动员。
他於2008年北京奧運會上與姜林、李文全獲得男子射箭團體比賽銅牌。